# Stockton (Iowa)
Stockton es una ciudad ubicada en el condado de Muscatine en el estado estadounidense de Iowa. En el Censo de 2010 tenía una población de 197 habitantes y una densidad poblacional de 697,82 personas por km².

## Geografía
Stockton se encuentra ubicada en las coordenadas 41°35′27″N 90°51′23″O / 41.59083, -90.85639. Según la Oficina del Censo de los Estados Unidos, Stockton tiene una superficie total de 0.28 km², de la cual 0.28 km² corresponden a tierra firme y (0%) 0 km² es agua.

## Demografía
Según el censo de 2010, había 197 personas residiendo en Stockton. La densidad de población era de 697,82 hab./km². De los 197 habitantes, Stockton estaba compuesto por el 92.89% blancos, el 1.52% eran afroamericanos, el 0.51% eran amerindios, el 0% eran asiáticos, el 0% eran isleños del Pacífico, el 0.51% eran de otras razas y el 4.57% pertenecían a dos o más razas. Del total de la población el 0.51% eran hispanos o latinos de cualquier raza.